# 元晟溱
元 晟溱（ウォン・ソンジン、원성진、げん せいしん、1985年7月15日 - ）は、韓国の囲碁棋士。ソウル市出身、韓国棋院所属、権甲龍七段門下、九段。バッカス杯天元戦優勝、三星火災杯世界オープン戦優勝など。

## 経歴
1998年入段。1999年二段でSKガス杯新鋭プロ十傑戦で準優勝。2000年には三星火災杯、2001年にはLG杯の世界選手権に韓国代表として出場。2003年LG杯でベスト4進出。同年、天元戦挑戦者。2004年、韓国外国語大学校中国語課入学、農辛ラーメン杯で3人抜き。2007年に八段、天元戦決勝で姜東潤を3-1で破り、タイトル戦初優勝し、九段昇段。2008年中韓天元対抗戦では古力に2-0で勝利。2011年三星火災杯世界オープン戦決勝で古力を2-1で破り世界戦初優勝、韓国囲碁大賞敢闘賞を受賞。2016年百霊愛透杯ベスト4。2018年LG杯ベスト16。
2008年第1回ワールドマインドスポーツゲームズで団体戦韓国メンバーとして出場し優勝。韓国囲碁リーグでは、2004年ボハエ、2006-7年ハンゲームなどで出場、2020-21年にMVP・最多勝受賞。中国リーグ（乙級、甲級）に2010年から出場。韓国棋士ランキングでは2005年8位、2008年、2011-12年に4位。通算成績は859勝423敗（2018年7月時点）。

### タイトル歴
- 三星火災杯世界オープン戦 2011年
- 中韓天元対抗戦 2008年 2-0 古力
- BCカード杯新人王戦 2007年
- バッカス杯天元戦 2007年
- GSカルテックス杯プロ棋戦 2010年

### その他の棋歴
国際棋戦
- LG杯世界棋王戦 準優勝 2013年、ベスト4 2003年（○小林光一、○常昊、○周鶴洋、×李昌鎬）、2004年（○マイケル・レドモンド、○常昊、×李昌鎬）、2024年、ベスト8 2005年（金萬樹、×兪斌）、2011年、2015年、2020年
- 百霊愛透杯世界囲碁オープン戦 ベスト4 2016年
- 三星火災杯世界オープン戦 ベスト8 2010年
- 春蘭杯世界囲碁選手権戦 2012年ベスト8
- 国手山脈杯国際囲棋戦世界プロ最強 2022年ベスト4
- 応昌期杯世界プロ囲碁選手権戦 2024年ベスト8
- ワールドマインドスポーツゲームズ
  - 2008年団体戦 予選6-0（○イスラエル、○セルビア、○北朝鮮、○中華台北、×ロシア、○オランダ）、決勝3-0（○チェコ、○日本（依田紀基）、○中国（常昊））
- 農心辛ラーメン杯世界囲碁最強戦
  - 2004年 3-1（○小林光一、○胡耀宇、○柳時熏、×古力）
  - 2005年 1-1（○三村智保、×謝赫）
  - 2006年 0-1（×彭筌）
  - 2012年 0-1（×謝赫）
  - 2019年 1-1（○村川大介、×楊鼎新）
  - 2021年 1-1（○芝野虎丸、×李維清）
  - 2023年 0-1（×謝爾豪）
- 招商地産杯中韓囲棋団体対抗戦
  - 2012年 0-2（×彭立尭、×朴文尭）

国内棋戦
- SKガス杯新鋭プロ十傑戦 準優勝 1999年（0-2 睦鎮碩）
- BCカード杯新人王戦 準優勝 2001年（0-2 趙漢乗）、2006年（0-2 許映皓）
- バッカス杯天元戦 準優勝 2004年（1-3 崔哲瀚）
- 囲碁マスターズ戦神戦 準優勝 2005年（×朴正祥）
- GSカルテックス杯プロ棋戦 挑戦者 2008年（0-3 朴永訓）
- 名人戦 準優勝 2009年（1-3 李昌鎬） 、2010年（2-3 朴永訓）
- マキシムコーヒー杯入神連勝最強戦 準優勝 2016年
- 牛膝鳳爪韓国棋院選手権戦 2022年3位
- 韓国囲碁リーグ
  - 2004年（ボハエ）3-4
  - 2005年（パークランド）4-3
  - 2006年（ハンゲーム）10-4
  - 2007年（ハンゲーム）8-5
  - 2008年（ワールド建設）10-4
  - 2009年（Batoo） 5-7
  - 2010年（ソウルHite真露）11-5
  - 2011年（ネットマーブル）9-5
  - 2012年（ネットマーブル）10-6
  - 2016年（韓国物価情報）8-7
  - 2017年（韓国物価情報）9-6
  - 2018年（華城市コリー）8-6
  - 2019-20年（華城市コリー）7-9
  - 2020-21年（セルトリオン）14-0（優勝、MVP、最多勝）
  - 2021-22年（セルトリオン）8-7
  - 2022-23年（ポスコフューチャーM）14-7
  - 2023-24年（秀麗陜川）7-9

その他
- 中国囲棋リーグ
  - 2010年乙級（中平能化）
  - 2011年乙級（四川嬌子）4-3
  - 2012年甲級（安徽華億）5-10
  - 2017年乙級（衢州爛柯）5-3
  - 2019年乙級（衢州爛柯棋院）
  - 2023年甲級（重慶野狐囲棋）2-6